# Sebastián Daners
Sebastián Daners (* 30. Oktober 2001) ist ein uruguayischer Leichtathlet, der sich auf den Hochsprung spezialisiert hat.

## Sportliche Laufbahn
Erste internationale Erfahrungen sammelte Sebastián Daners im Jahr 2022, als er bei den U23-Südamerikameisterschaften in Cascavel mit übersprungenen 2,01 m den fünften Platz belegte. 2025 gewann er dann bei den Hallensüdamerikameisterschaften in Cochabamba mit 2,05 m die Bronzemedaille hinter den Brasilianern Thiago Moura und Fernando Ferreira, wie auch bei den Südamerikameisterschaften in Mar del Plata mit 2,10 m.
In den Jahren von 2020 bis 2022 und 2025 wurde Daners uruguayischer Meister im Hochsprung.